# ラッファエレ・マイエッロ
ラッファエレ・マイエッロ（Raffaele Maiello, 1991年7月10日 - ）は、イタリア・アチェッラ出身のサッカー選手。SSCバーリ所属。ポジションはMF。

## 経歴
SSCナポリのプリマヴェーラ在籍時にトルネオ・ディ・ヴィアレッジョで活躍。ベスト8のUSサッスオーロ・カルチョ戦でPKを決めるなど、この大会で2得点を挙げる。元々ディフェンダーの選手であったが、プリマヴェーラ時代のイヴァン・ファウスティーノ監督の下で、ミッドフィールダーにコンバートされ才能を開花した。現在はディフェンシブハーフ、センターハーフを中心にプレーする。
2009-10シーズンにナポリのトップチームへ昇格し4試合に出場。
2011年7月、セリエBのFCクロトーネへレンタル移籍。2013-14シーズンはテルナーナ・カルチョで1年間プレーした。2014年9月1日、再びクロトーネにレンタルで加入した。
2015年6月20日、クロトーネに完全移籍。同年8月10日、エンポリFCに期限付き移籍することが決定した。
2017年1月18日にセリエBのフロジノーネ・カルチョへローンで加入すると、レギュラーの座を確保し1試合の出場停止を除いてリーグ後半戦全試合に出場。シーズン終了後の同年7月11日には同クラブへ完全移籍することが発表された。
2022年1月29日、SSCバーリへレンタル移籍。その後バーリが買い取りオプションを行使し、完全移籍となった。